# Li Qing
Li Qing (n. 1 decembrie 1972, Yingcheng City⁠(d), Hubei, Republica Populară Chineză) este o săritoare în apă ce a reprezentat Republica Populară Chineză, medaliată olimpică. A participat la o ediție a Jocurilor Olimpice (1988) în care a câștigat o medalie de argint.

## Participări
Lista de mai jos prezintă principalele competiții la care a participat Li Qing de-a lungul carierei.
- diving at the 1988 Summer Olympics – women's 3 metre springboard[*]